# FC Dinamo București
Az FC Dinamo București román labdarúgócsapat, amely a román labdarúgó-bajnokság első osztályában szerepel.

## Történet
A Dinamo, Románia egyik legjelentősebb csapata, 1948-ban alapították, a Belügyminisztérium csapataként. A csapat egyből az első osztályba került, azt követően, hogy politikai utasításra két csapatot (Ciocanul és az Unirea Tricolor) melyek az első osztályban szerepeltek összevontak és alsó osztályba helyeztek át, az üresen maradó két helyre bukaresti csapatokat, a Dinamót és a Dinamo-Obor-t rakták be, az utóbbit később Pitești városába költöztették.
Első bajnoki címüket 1955-ben nyerték meg, a következő évben debütáltak a nemzetközi porondon, a BEK selejtezőjében, melyen túl is jutottak, miután 9-2 arányban győzték le a török Galatasaray csapatát.
A csapat a legnagyobb sikereit a 80-as években érte el, amikor a BEK elődöntőjéig menetelt az 1983-84-es szezonban, majd öt évvel később a Kupagyőztesek Európa Kupája elődöntőjéig.
Szurkolói csoportjának a neve: Nuova Guardia.

## Eredmények

### Nemzeti
- Román bajnokság
  -  Bajnok (18): 1955, 1961–62, 1962–63, 1963–64, 1964–65, 1970–71, 1972–73, 1974–75, 1976–77, 1981–82, 1982–83, 1983–84, 1989–90, 1991–92, 1999–00, 2001–02, 2003–04, 2006–07
  -  Ezüstérmes (20): 1951, 1952, 1953, 1956, 1958–59, 1960–61, 1966–67, 1968–69, 1973–74, 1975–76, 1978–79, 1980–81, 1984–85, 1986–87, 1987–88, 1988–89, 1992–93, 1998–99, 2000–01, 2004–05

- Román kupa
  -  Győztes (13): 1958–59, 1963–64, 1967–68, 1981–82, 1983–84, 1985–86, 1989–90, 1999–00, 2000–01, 2002–03, 2003–04, 2004–05, 2011–12
  -  Döntős (10): 1954, 1968–69, 1969–70, 1970–71, 1987–88, 1988–89, 2001–02, 2010–11, 2015–16

- Román ligakupa
  -  Győztes (1):  2016–17

- Román szuperkupa
  -  Győztes (2): 2005, 2012
  -  Döntős (4): 2001, 2002, 2003, 2007

### Nemzetközi
- Bajnokok ligája
  - Elődöntős: 1983–84

- Kupagyőztesek Európa-kupája
  - Elődöntős: 1989–90

## Jelenlegi játékosok
Frissítve: 2021.július 19.
| #  |     | Poszt | Név               |
| -- | --- | ----- | ----------------- |
| 1  | ROU | K     | Ștefan Fara       |
| 3  | ROU | V     | Andrei Radu       |
| 5  | ROU | KP    | Alexandru Răuță   |
| 6  | ROU | V     | Marco Ehmann      |
| 7  | ROU | V     | Steliano Filip    |
| 8  | ROU | KP    | Paul Anton        |
| 12 | ROU | K     | Mihai Eșanu       |
| 15 | ROU | KP    | Claudiu Stan      |
| 17 | ROU | V     | Alin Dudea        |
| 19 | ROU | V     | David Țone        |
| 20 | ROU | KP    | Antonio Bordușanu |
| 21 | ROU | CS    | Mihai Neicuțescu  |
| 22 | ROU | KP    | Deian Sorescu     |
| 23 | ROU | V     | Andrei Mitran     |

| #  |     | Poszt | Név               |
| -- | --- | ----- | ----------------- |
| 24 | ROU | V     | Deniz Giafer      |
| 26 | ROU | KP    | Andrei Florescu   |
| 27 | ROU | V     | Ricardo Grigore   |
| 28 | ROU | KP    | Valentin Borcea   |
| 29 | ROU | CS    | Cătălin Măgureanu |
| 32 | ROU | KP    | Geani Crețu       |
| 34 | ROU | K     | Denis Oncescu     |
| 38 | ROU | KP    | Andrei Bani       |
| 55 | ROU | V     | Ioan Diniță       |
| 75 | ROU | V     | Costin Amzar      |
| 77 | ROU | V     | Mario Pavel       |
| 98 | ROU | KP    | Andreas Mihaiu    |
| 99 | ROU | CS    | Robert Moldoveanu |

## Legeredményesebb vezetőedzők
- Angelo Niculescu, 2 bajnoki cím: 1955, 1965
- Nicolae Nicusor Dumitru, 6 bajnoki cím: 1962, 1964, 1971, 1975, 1983, 1984; BEK elődöntő: 1984
- Ion Nunweiller, 2 bajnoki cím: 1973, 1977
- Mircea Lucescu, 1 bajnoki cím: 1990; 2 Román Kupa győzelem: 1986, 1989; KEK elődöntő: 1989; KEK negyeddöntő: 1990
- Cornel Dinu, 1 bajnoki cím: 2000; 1 Román Kupa győzelem: 2001

## Vezetőség

### Jelenlegi vezetőség
Frissítve: 2021. június 24-én
| Név               | Nemzet | Funkció      |
| ----------------- | ------ | ------------ |
| Dario Bonetti     | ITA    | Vezetőedző   |
| Iulian Mihăescu   | ROU    | Másodedző    |
| Dragoș Picu       | ROU    | Kapusedző    |
| George Neagu      | ROU    | Gyúró        |
| Liviu Bătineanu   | ROU    | Orvos        |
| Claudiu Bătineanu | ROU    | Pszichológus |
| Alexandru Covaciu | ROU    | Masszőr      |
| Andrei Brăteanu   | ROU    | Masszőr      |